# Eyvind Fjeld Halvorsen
Pour les articles homonymes, voir Halvorsen et Fjeld.
Eyvind Fjeld Halvorsen, né le 4 mai 1922 et décédé le 19 mars 2013 , est un philologue norvégien.

## Biographie
Né à Ringerike, il est engagé en tant que maître de conférences à l'université d'Oslo en 1954, où il obtient son doctorat en 1959 avec une thèse sur La version norroise de la chanson de Roland. Il reste professeur à l'université d'Oslo de 1962 à 1992. Il est membre de l'Académie norvégienne des sciences et des lettres. Il fut également président et vice-président du Norsk språknemnd de 1958 à 1972 et de l'organisme qui lui succéda, le Conseil de la langue norvégienne, de 1972 à 1988.